# Oleksandr Onyschtschenko

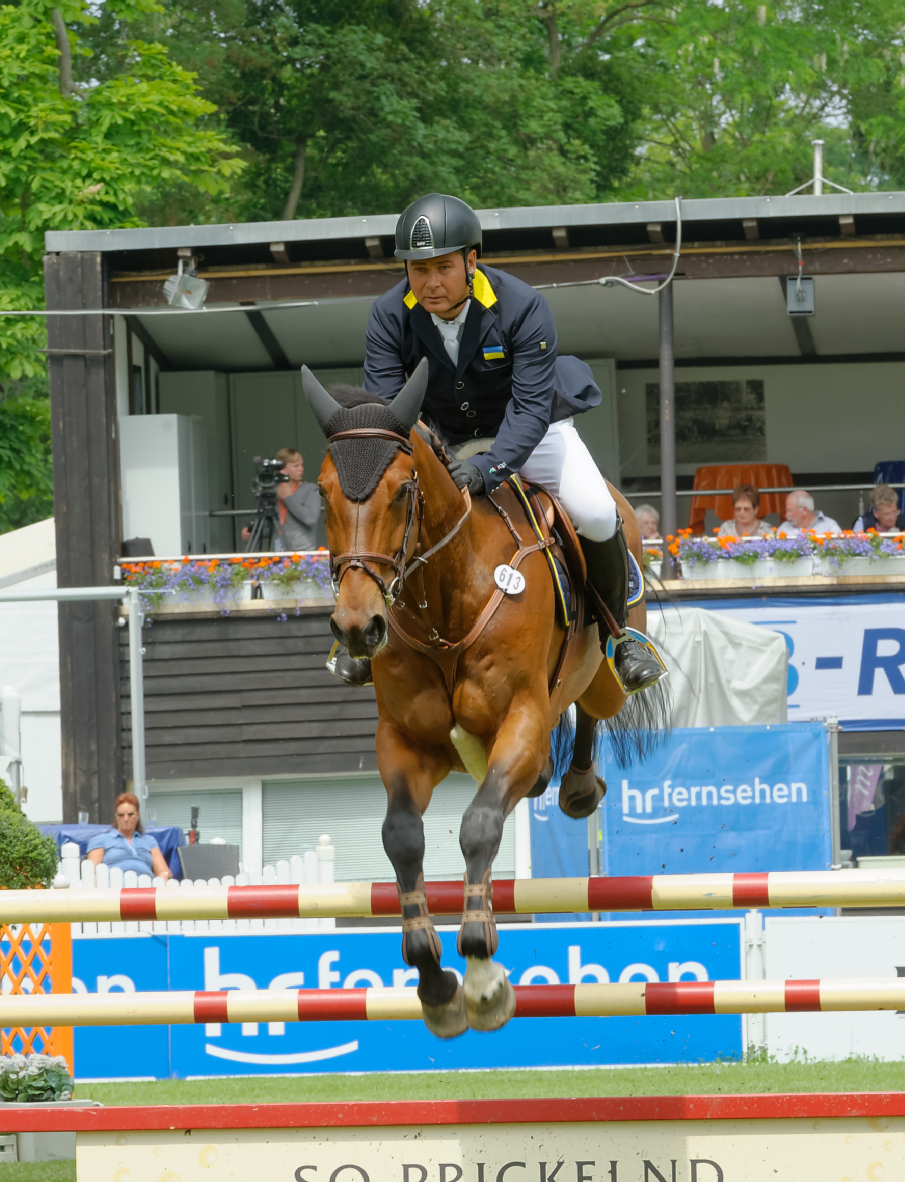
Oleksandr Onyschtschenko auf Chacciama beim CSIYH* in Wiesbaden 2015

Oleksandr Romanowytsch Onyschtschenko (ukrainisch Олександр Романович Онищенко, englische Transkription Oleksandr Romanovych Onyshchenko; * 31. März 1969 in Matwejew Kurgan, Oblast Rostow, UdSSR) ist ein ukrainischer Multimillionär, Politiker, Reitsportmäzen und Olympiateilnehmer.

## Berufsleben und Politik
Oleksandr Onyschtschenko war nach eigenen Angaben als Offizier der Sowjetarmee in der Garnison Eberswalde stationiert. Im Jahr 1990 machte er einen Abschluss an der Höheren Militärakademie in Charkiw. Danach betrieb er einen Autohandel in Bad Oeynhausen und machte mit Fahrzeugexporten in die Ukraine gute Geschäfte. Anschließend wurde er im Energiesektor tätig. Onyschtschenko verdiente mit der Erdgas-Handelsfirma Orion-Kiew ein Vermögen.
Seit dem Jahr 2012 war Onyschtschenko Abgeordneter für den 93. Wahlbezirk im Obersten Rat der Ukraine und war dort Stellvertreter des Vorsitzenden für Brennstoffe und Energie, Atompolitik und nuklearer Sicherheit. In seiner ersten Amtszeit von 2012 bis 2014 war er Mitglied der Fraktion „Wirtschaftliche Entwicklung“, gehörte jedoch der Partei der Regionen an. Ab 2014 war er Teil der Fraktion „Volkswille“.
Onyschtschenko behauptet, aus Protest gegen den ukrainischen Präsidenten Wiktor Janukowytsch als einer von vier ukrainischen Oligarchen die Euromaidan-Proteste in Kiew 2013/2014 finanziell unterstützt zu haben.
Nach einer Anklage wegen Korruption verließ er die Ukraine 2016.
In einem Interview mit der Washington Times bestätigte Oleksandr Onyschtschenko 2017, bei der Wahl 2019 für das ukrainische Präsidentenamt kandidieren zu wollen. Diese Ankündigung wiederholte er im Mai 2018. Bei der Wahl gehörte Onyschtschenko dann jedoch nicht zur Liste der wählbaren Kandidaten.
Aufgrund seines wirtschaftlichen Erfolgs und seiner politischen Karriere nach dem Fall des Eisernen Vorhangs wird Onyschtschenko häufig als ukrainischer Oligarch bezeichnet, lehnt diese Zuschreibung selbst jedoch ab.

## Kritik und Kontroversen

### Vorwurf der Steuerhinterziehung
Im Oktober 2007 wurde Onyschtschenko in Brüssel verhaftet und saß dort einige Tage in Untersuchungshaft, ihm wurden Urkundenfälschung und Steuerhinterziehung vorgeworfen. Als Folge aus diesen Vorwürfen wurden drei seiner Pferde von der belgischen Justiz im Jahr 2012 zur Veräußerung beschlagnahmt.

### Korruptionsvorwurf und Haft in Deutschland
Am 13. Dezember 2016 hob der ukrainische Generalstaatsanwalt  Onyschtschenkos Immunität aufgrund eines Korruptionsverdachts auf. Ihm wurde vorgeworfen, zusammen mit anderen Offiziellen, Gas des staatlichen Gasunternehmen Ukrhaswydobuwannja zu niedrigen Preisen an fiktive Firmen verkauft zu haben, die das Gas dann zum höheren Marktpreis wieder an Ukrhazwydobuwannja zurück verkauften. Die Differenz von 120 Millionen US-Dollar soll durch die Offiziellen abgeschöpft worden sein.
Daraufhin tauchte er im Ausland unter. Ende Juli 2016 teilte Onyschtschenko mit, dass er in London wohnhaft sei und im Vereinigten Königreich politisches Asyl beantragt habe. Im September 2016 beantragte das nationale Anti-Korruptions-Büro der Ukraine (NABU) bei Interpol eine „Red Notice“ zur Festnahme und Auslieferung Onyschtschenkos. Dies wurde von Interpol jedoch abgelehnt.
Am 28. November 2019 wurde Onyschtschenko auf der Polizeiwache im niedersächsischen Achim auf Veranlassung der niedersächsischen Staatsanwaltschaft festgenommen. Er war zuvor aus Spanien angereist und hatte die Wache betreten, um als Zeuge in einem Betrugsfall auszusagen. Gegen ihn lag ein Haftbefehl aus der Ukraine wegen Korruption vor. Onyschtschenko wurde in Auslieferungshaft in die JVA Oldenburg gebracht. Im Mai 2020 entschied das Oberlandesgericht Oldenburg, dass er nicht in die Ukraine ausgeliefert werden darf, da die Richter davon ausgingen, dass die Haftbedingungen dort nicht dem Völkerrecht entsprächen. Onyschtschenko wurde daraufhin aus der Haft entlassen. Sein Verteidiger Peter Gauweiler kritisierte die Verhaftung und nahm an, dass die Einladung zur Zeugenaussage nur ein Vorwand gewesen sei. Das Oberlandesgericht hatte schon im Februar 2017 eine Auslieferung Onyschtschenkos an die Ukraine geprüft und abgelehnt.

### Anschuldigungen gegenüber Petro Poroschenko und Buchveröffentlichung
Ende 2017 übergab Onyschtschenko dem FBI Material, welches Korruption durch den ukrainischen Präsidenten Petro Poroschenko beweisen sollte. Diese Vorwürfe wurden von Poroschenkos Büro als „absolut falsch“ und „zweckdienliche Fiktion des Verdächtigen“ bestritten.
Im April 2018 wurde Onyschtschenkos Buch Peter der Fünfte. Die wahre Geschichte des ukrainischen Diktators veröffentlicht, das auch auf Deutsch übersetzt wurde. Die Publikation enthält Darstellungen korrupter Machenschaften Petro Poroschenkos, die aus Onyschtschenkos eigenen Erfahrungen in der ukrainischen Politik stammen sollen. Das Werk erscheint in dem Verlag Edition Ost, der ehemaligen DDR-Funktionären nahesteht.

### Anschuldigungen gegenüber Joe Biden und US-Sanktionen
Oleksandr Onyschtschenko gehört zu dem Personenkreis, der Joe Biden vorwirft, in seiner Zeit als Vizepräsident der USA den ukrainischen Präsidenten Petro Poroschenko unter Druck gesetzt zu haben, den ukrainischen Generalstaatsanwalt Wiktor Schokin seines Amtes zu entheben. Der Hintergrund sei gewesen, dass Biden Ermittlungen Schokins gegen seinen Sohn Hunter Biden verhindern wollte, der im Verwaltungsrat des ukrainischen Unternehmens Burisma Holdings saß.
Der frühere ukrainische Parlamentarier Andrij Derkatsch veröffentlichte im Mai 2020 (und damit während des Wahlkampfes vor der US-Präsidentschaftswahl 2020 zwischen Joe Biden und dem amtierenden US-Präsidenten Donald Trump) bearbeitete Audiomitschnitte eines Gesprächs zwischen Joe Biden und Poroschenko, die Biden belasten sollten. Diese Mitschnitte hatte Onyschtschenko beschafft. Onyschtschenko kündigte in einem Zeitungsinterview im Juni 2020 die Veröffentlichung weiterer belastender Dokumente gegen Joe Biden an. Im gleichen Interview gab er an, Donald Trump persönlich zu kennen, seine Politik zu unterstützen und ihm mit seinen Enthüllungen zum Wahlsieg verhelfen zu wollen. Joe Biden konnte juristisch später kein Fehlverhalten nachgewiesen werden. Hingegen setzte Donald Trump als Reaktion in einem Telefongespräch wiederum den ukrainischen Präsidenten Wolodymyr Selenskyj unter Druck, Ermittlungen gegen Joe Biden aufzunehmen, und löste damit die Ukraine-Affäre aus.
Nach dem Wahlsieg Bidens sanktionierte das US-Office of Foreign Assets Control (OFAC) am 11. Januar 2021 Onyschtschenko, Derkatsch und weitere Akteure wegen unzulässiger Beeinflussung des Präsidentschaftswahlkampfes. Die Behörde sah Onyschtschenko und seine Vorwürfe gegen Joe Biden als Teil einer russisch geführten Desinformationskampagne rund um Derkatsch, als deren Ziel die Beeinflussung des Ausgangs der US-Präsidentschaftswahl beschrieben wurde. Die Sanktionen bestanden aus der Blockade von Eigentum der Betroffenen, welches sich im Zuständigkeitsbereich der US-Behörden befindet, sowie aus einem Verbot für US-Bürger, mit ihnen Geschäfte zu machen. Onyschtschenko ist seitdem in der Sperrliste des OFAC (der sogenannten SDN List) eingetragen.

## Sportler und Sportfunktionär
Onyschtschenko reitet bereits seit seiner Kindheit, betrieb dies zunächst jedoch nicht professionell. Im Jahr 1998 wurde er zum Vizepräsidenten des ukrainischen Pferdesportverbandes gewählt. Darauf begann er, den Pferdesport professionell zu betreiben und erwarb im Jahr 2000 in Belgien eine Reitanlage.
Von 2002 bis 2013 war Onyschtschenko Präsident des nationalen Reitsportverbandes der Ukraine; 2005 begann er mit der Umsetzung des Plans, für die Ukraine eine Springreitermannschaft zu formen, die in der Lage wäre, bei internationalen Championaten Medaillen zu gewinnen. Hierfür stattete er mehrere westeuropäische Reiter mit guten Pferden aus, diese mussten hierfür jedoch die Staatsangehörigkeit der Ukraine annehmen.

### Weltreiterspiele 2006 und Europameisterschaft 2007
Bei den Weltreiterspielen in Aachen erreichte dieses Team der Ukraine den vierten Platz in der Mannschaftswertung (0,01 Fehlerpunkte hinter Deutschland, das Bronze gewann). Zu dem Team gehörten die beiden Deutschen Björn Nagel und Katharina Offel sowie die Belgier Grégory Wathelet und Jean-Claude Van Geenberghe. Zu den weiteren Reitern, die er für sein Team verpflichten wollte, gehörten der Schweizer Steve Guerdat, der bereits drei Monate für Onyschtschenko geritten war, der Deutsche Franke Sloothaak und die Dänin Tina Lund. Bei den Europameisterschaften 2007 erreichte die Mannschaft in der Besetzung Wathelet, Nagel, Van Geenberghe und Offel den neunten Platz.

### Olympische Sommerspiele 2008
Danach begann der Niedergang der ukrainischen Mannschaft unter Führung Onyschtschenkos. Bereits im Jahr 2007 wechselte Gregory Wathelet nach dem Verkauf seines Toppferdes Lantinus erneut die Staatsangehörigkeit und reitet seitdem wieder für Belgien. Katharina Offel verzichtete 2008 aufgrund ihrer Mutterschaft zunächst auf einen Start bei den Olympischen Spielen 2008, so dass die Mannschaft der Ukraine zu platzen drohte. Abweichend hiervon nahm sie dann doch an den Spielen teil. Die Mannschaft erreichte in der Mannschaftswertung den 10. Rang. Neben Van Geenberghe, Nagel und Offel nahm auch Onyschtschenko selbst als Reiter teil. Mit Codar schied er jedoch bereits in der Mannschaftsprüfung aus und wird daher auf dem 68. Rang der Einzelwertung geführt. Aufgrund der fehlenden Unterstützung trennten sich weitere Reiter von ihm, Offel und Nagel starten weiterhin für die Ukraine.

### Weltreiterspiele 2010
Bei den Weltreiterspielen 2010 stattete er Björn Nagel und den ehemals für Brasilien startenden Cassio Rivetti mit Pferden aus. Katharina Offel war bei dieser Mannschaft die dritte Mannschaftsreiterin.

### Olympische Sommerspiele 2012
Im Hinblick auf die Olympischen Sommerspiele 2012 erwarb Onyschtschenko Ende 2010 / Anfang 2011 mehrere Spitzenpferde, so etwa Campione CH (zuvor von Werner Muff geritten), Vivant (zuvor von Chris Chugg geritten) und Spender S (zuvor von Jos Lansink geritten). Die Olympischen Spiele in London liefen jedoch für Onyschtschenko nicht wie erhofft, seine Mannschaft schied bereits im ersten Umlauf aus (14. Rang). Er selbst lieferte mit Comte d’Arsouilles mit 18 Strafpunkten das Streichergebnis für die Mannschaft ab und kam daher auch in der Einzelwertung nur auf einen hinteren Rang.

### Nationenpreissaison 2013 bis 2015
Deutlich erfolgreicher als die Olympischen Spiele lief die Nationenpreissaison für die Ukraine, die Mannschaft gewann die European Promotional League und stieg damit in die Europa-Liga 1 des Nations Cups 2013 auf. Das Jahr 2013 nutzte Onyschtschenko zur Neuaufstellung seiner Mannschaft: Nachdem Björn Nagel im Oktober 2012 das ukrainische Team verlassen hatte, verpflichtete Onyschtschenko Doppelolympiasieger Ulrich Kirchhoff. Zudem warb er René Tebbel als Trainer an und erwarb im niedersächsischen Herzlake eine Reitanlage als Stützpunkt für die Mannschaft.
Während Oleksandr Onyschtschenko in der Saison 2013 bei den Nationenpreisen der Europa-Liga 1 nicht zum Einsatz kam, war er in der Nationenpreissaison 2014 in Falsterbo und Dublin Teil des ukrainischen Aufgebots. Die Ukraine kam in jener Saison jedoch nur auf den zehnten Rang der Gesamtwertung und stieg damit in die Europa-Liga 2 ab. Bei den Weltreiterspielen 2014 ging Onyschtschenko mit Valentino Velvet an den Start. Die Mannschaft kam hier auf den neunten Platz, in der Einzelwertung kam er auf den 54. Platz von über 150 Teilnehmern.
Neben dem Traineramt startete René Tebbel ab Jahresbeginn 2015 auch als Reiter für die Ukraine. Im August 2015 sicherte sich eine ukrainische Mannschaft (ohne aktive Beteiligung Onyschtschenkos) den Sieg in der Olympia-Qualifikationsprüfung Osteuropa/Zentralasien in Šamorín und erhielt damit einen Mannschaftsstartplatz für die Olympischen Sommerspiele 2016. Zum Ende des Jahres gab Katharina Offel bekannt, nicht mehr für die Ukraine zu starten. Zum 1. Mai 2016 gab René Tebbel das Nationaltraineramt der Ukraine an Markus Fuchs ab.

### Olympische Sommerspiele 2016
Anfang Juli 2016 teilte der ukrainische Minister für Jugend und Sport, Ihor Schdanow, mit, dass aufgrund der Ermittlungen eine Teilnahme Oleksandr Onyschtschenkos an den Olympischen Sommerspielen 2016 nicht in Betracht kommt. Zuvor hatte Onyschtschenko 44 seiner Pferde an eine Kapitalgesellschaft von Paul Schockemöhle verkauft, um einer Beschlagnahmung vorzubeugen. Da die Eigentümer der Pferde bei den Olympischen Spielen aus demselben Staat wie die Reiter stammen müssen, wurden die für Rio vorgesehenen Reiter (Tebbel, Kirchhoff, Rivetti und Szentirmai) an ihren besten Pferden beteiligt. Damit wurde die Teilnahme der ukrainischen Mannschaft an den Olympischen Spielen sichergestellt.

### Europameisterschaften 2017
Oleksandr Onyschtschenko selbst tritt auch im Exil weiterhin beim internationalen Reitturnieren an. Eine Teilnahme an den Europameisterschaften 2017 kam nach Aussagen von René Tebbel nicht zustande, da Onyschtschenkos Pferd nicht fit war.

### Zwischenzeitliches Engagement in Russland und Usbekistan
2021 gab Onyschtschenko an, als Trainer und Manager von Reitsportteams in Russland und Usbekistan aktiv zu sein. Er habe dafür auch die russische Staatsbürgerschaft angenommen.

### Engagement für Nordmazedonien ab 2022
Vor dem Hintergrund des russischen Überfalls auf die Ukraine wurden russische Sportler 2022 mit Sanktionen belegt, sodass eine weitere sportliche Betätigung Onyschtschenkos unter russischer Flagge nicht mehr infrage kam. Eine Wiederaufnahme in den ukrainischen Verband war aus politischen Gründen nicht zu erwarten. Onyschtschenko schloss sich daraufhin dem Reitverband von Nordmazedonien an und nahm dafür zusätzlich auch die nordmazedonische Staatsbürgerschaft an. Seitdem trainiert er die nordmazedonische Reitstaffel in Italien und startet auch selbst bei internationalen Wettbewerben als Reiter für das Land.

### Pferde (in Auswahl)
Auswahl von Pferden, mit denen Onyschtschenko auf Turnieren antrat:
- Codar (* 1997; † 2011), brauner Hengst der Rasse Spanisches Sportpferd, Vater: Clinton, Muttervater: Darco, nach 2008 von Cassio Rivetti, Ferenc Szentirmai und Andrea Riffeser geritten[50]
- Comte d’Arsouilles (* 2002; † 2012), Belgischer Fuchswallach, Vater: Quasimodo van de Molendreef, Muttervater: Apache du Forest[51][52]
- Valentino Velvet (* 2002), brauner KWPN-Hengst, Vater: Indoctro, Muttervater: Burggraaf; bis Mai 2014 von Simon Delestre geritten[53]

## Privates
Oleksandr Onyschtschenko heiratete 1997 Miss Ukraine Ksenija Kusmenko. Die Ehe wurde geschieden. Mit verschiedenen Partnerinnen hat er drei Kinder; sein jüngster Sohn wurde im November 2017 geboren, Mutter ist die Sportgymnastin Hanna Risatdinowa. Eine seiner früheren Partnerinnen ist die ehemalige Tennisspielerin Martina Hingis.
Von 2013 bis 2022 besaß und bewohnte Onyschtschenko das Gestüt Gut Einhaus im emsländischen Herzlake.